# Campionatul Mondial de Handbal Feminin 2011
Campionatul Mondial de Handbal Feminin 2011 a fost a 20-a ediție organizată de IHF și a avut loc în perioada 2-18 decembrie 2011 în Brazilia. Campioana s-a calificat automat pentru Jocurile Olimpice din 2012 și pentru Campionatul Mondial de Handbal Feminin din 2013. Echipele de pe locurile 2-7 au participat apoi la un turneu de calificare pentru Olimpiadă.
Norvegia a devenit campioană după ce a învins în finală selecționata Franței cu scorul de 32 la 24.

## Arene
Competiția a avut loc în statul brazilian São Paulo. A fost a treia ediție a Campionatului Mondial de Handbal Feminin organizat în afara Europei, după Coreea de Sud în 1990 și China în 2009. Ințial meciurile trebuiau să se joace în statul Santa Catarina.
Patru orașe au fost alese să găzduiască meciurile:
| Oraș                  | Stadion                 | Capacitate |
| --------------------- | ----------------------- | ---------- |
| São Paulo             | Ginásio do Ibirapuera   | 11.000     |
| São Bernardo do Campo | Ginásio Adib Moyses Dib | 7.000      |
| Santos                | Arena Santos            | 5.000      |
| Barueri               | Ginásio José Corrêa     | 5.000      |

## Preliminarii
| Țara gazdă - Brazilia Campioana en-titre - Norvegia Calificate prin Campionatul African 2010 - Angola - Coasta de Fildeș - Tunisia Calificate prin Campionatul European 2010 - Norvegia - Suedia - România Calificate prin Campionatul Asiatic 2010 - China - Japonia - Kazahstan - Coreea de Sud | Calificate prin Campionatul American 2011 - Argentina - Cuba - Uruguay Calificată prin Campionatul Oceaniei 2011 - Australia Calificate în urma barajului european - Croația - Danemarca - Franța - Germania - Islanda - Muntenegru - Țările de Jos - Spania |

Opt echipe europene s-au calificat pentru Campionatul Mondial prin playoff. Tragerea la sorți a avut loc la data de 19 decembrie 2010. Meciurile tur s-au jucat pe 4/5 iunie, iar returul s-a jucat pe 11/12 iunie.
| Echipa 1      | Scor gen. | Echipa 2          | Tur    | Retur |
| ------------- | --------- | ----------------- | ------ | ----- |
| Cehia         | 52 – 75   | Muntenegru        | 26–42  | 26–33 |
| Țările de Jos | 78 – 62   | Turcia            | 40–28  | 38–34 |
| Spania        | 58 – 46   | Macedonia de Nord | 37– 22 | 21–24 |
| Franța        | 56 – 39   | Slovenia          | 28–19  | 28–20 |
| Croația       | 66 – 56   | Serbia            | 36–25  | 30–31 |
| Islanda       | 61 – 42   | Ucraina           | 37–18  | 24–24 |
| Germania      | 53 – 46   | Ungaria           | 26–24  | 27–22 |
| Polonia       | 35 – 47   | Danemarca         | 16–23  | 19–24 |

## Tragerea la sorți
Tragerea la sorți a avut loc la data de 2 iulie 2011 la ora locală 21:00. Urnele pentru această extragere au fost anunțate la data de 24 iunie 2011.
| Urna 1                                   | Urna 2                                        | Urna 3                                                | Urna 4                                           | Urna 5                                     | Urna 6                                    |
| ---------------------------------------- | --------------------------------------------- | ----------------------------------------------------- | ------------------------------------------------ | ------------------------------------------ | ----------------------------------------- |
| - Rusia DT - Norvegia - Suedia - România | - Danemarca - Kazahstan - Franța - Muntenegru | - Țările de Jos - Croația - Brazilia (gazdă) - Angola | - Coreea de Sud - Germania - Tunisia - Argentina | - China - Spania - Coasta de Fildeș - Cuba | - Japonia - Islanda - Uruguay - Australia |

- DT = Deținătorul trofeului

## Faza grupelor
Un program provizoriu al meciurilor a fost dat publicității la 24 iunie. Brazilia a jucat meciul de deschidere pe 2 decembrie. Pe 7 ulie arenenele pentru fiecare fază preliminară au fost anunțate de IHF. Programul detaliat al meciurilor a fost dat publicității la 31 august.
Orele meciurilor sunt (UTC−2).

### Grupa A
Angola s-a clasat pe locul doi datorită rezultatului mai bun în meciurile cu Muntenegru și Islanda. În meciurile directe fiecare a avut o victorie, dar golaverajul Angolei în întâlnirile directe era de +2 față de golaverajul Muntenegrului de +1 și a Islandei de -3.
| Echipa     | M | V | E | Î | GM  | GP  | G   | Pct |
| ---------- | - | - | - | - | --- | --- | --- | --- |
| Norvegia   | 5 | 4 | 0 | 1 | 152 | 108 | +44 | 8   |
| Angola     | 5 | 3 | 0 | 2 | 129 | 129 | 0   | 6   |
| Muntenegru | 5 | 3 | 0 | 2 | 143 | 115 | +28 | 6   |
| Islanda    | 5 | 3 | 0 | 2 | 109 | 112 | −3  | 6   |
| Germania   | 5 | 2 | 0 | 3 | 120 | 126 | −6  | 4   |
| China      | 5 | 0 | 0 | 5 | 98  | 161 | −63 | 0   |

| 3 decembrie 2011 15:00 | Muntenegru           | 21 – 22 | Islanda       | Arena Santos, Santos Arbitri: Menezes, Pinto |
| 3 decembrie 2011 15:00 | Popović, Bulatović 6 | (10–11) | Knútsdóttir 6 | Arena Santos, Santos Arbitri: Menezes, Pinto |
| 3 decembrie 2011 15:00 | 3×                   | Cronica | 4× 1×         | Arena Santos, Santos Arbitri: Menezes, Pinto |

| 3 decembrie 2011 17:15 | Norvegia  | 28 – 31 | Germania   | Arena Santos, Santos Asistență: 1,200 Arbitri: Gubica, Milošević |
| 3 decembrie 2011 17:15 | Sulland 6 | (14–13) | Mietzner 8 | Arena Santos, Santos Asistență: 1,200 Arbitri: Gubica, Milošević |
| 3 decembrie 2011 17:15 | 1×        | Cronica | 3×         | Arena Santos, Santos Asistență: 1,200 Arbitri: Gubica, Milošević |

| 3 decembrie 2011 19:30 | Angola        | 30 – 29 | China         | Arena Santos, Santos Asistență: 200 Arbitri: Kliko, Johansson |
| 3 decembrie 2011 19:30 | 4 jucătoare 5 | (10–12) | Zhao Jiaqin 6 | Arena Santos, Santos Asistență: 200 Arbitri: Kliko, Johansson |
| 3 decembrie 2011 19:30 | 2×            | Cronica | 3×            | Arena Santos, Santos Asistență: 200 Arbitri: Kliko, Johansson |

| 4 decembrie 2011 14:30 | Germania   | 24 – 25 | Muntenegru  | Arena Santos, Santos Asistență: 400 Arbitri: Kliko, Johansson |
| 4 decembrie 2011 14:30 | Mietzner 8 | (10–12) | Bulatović 8 | Arena Santos, Santos Asistență: 400 Arbitri: Kliko, Johansson |
| 4 decembrie 2011 14:30 | 3×         | Cronica | 3×          | Arena Santos, Santos Asistență: 400 Arbitri: Kliko, Johansson |

| 4 decembrie 2011 17:15 | China         | 16 – 43 | Norvegia | Arena Santos, Santos Asistență: 1,000 Arbitri: Bonaventura, Bonaventura |
| 4 decembrie 2011 17:15 | Lan Chunlei 7 | (7–20)  | Løke 7   | Arena Santos, Santos Asistență: 1,000 Arbitri: Bonaventura, Bonaventura |
| 4 decembrie 2011 17:15 | 3×            | Cronica | 3×       | Arena Santos, Santos Asistență: 1,000 Arbitri: Bonaventura, Bonaventura |

| 4 decembrie 2011 19:30 | Islanda          | 24 – 28 | Angola  | Arena Santos, Santos Asistență: 450 Arbitri: Gubica, Milošević |
| 4 decembrie 2011 19:30 | Sigurðardóttir 7 | (12–15) | Kiala 6 | Arena Santos, Santos Asistență: 450 Arbitri: Gubica, Milošević |
| 4 decembrie 2011 19:30 | 3×               | Cronica | 2×      | Arena Santos, Santos Asistență: 450 Arbitri: Gubica, Milošević |

| 6 decembrie 2011 15:00 | Muntenegru | 28 – 26 | Angola  | Arena Santos, Santos Asistență: 350 Arbitri: Bonaventura, Bonaventura |
| 6 decembrie 2011 15:00 | Popović 6  | (14–13) | Kiala 7 | Arena Santos, Santos Asistență: 350 Arbitri: Bonaventura, Bonaventura |
| 6 decembrie 2011 15:00 | 3×         | Cronica | 2×      | Arena Santos, Santos Asistență: 350 Arbitri: Bonaventura, Bonaventura |

| 6 decembrie 2011 17:15 | Norvegia  | 27 – 14 | Islanda          | Arena Santos, Santos Asistență: 700 Arbitri: Kliko, Johansson |
| 6 decembrie 2011 17:15 | Sulland 6 | (14–7)  | Sigurðardóttir 5 | Arena Santos, Santos Asistență: 700 Arbitri: Kliko, Johansson |
| 6 decembrie 2011 17:15 | 3×        | Cronica | 3×               | Arena Santos, Santos Asistență: 700 Arbitri: Kliko, Johansson |

| 6 decembrie 2011 19:30 | Germania             | 23 – 22 | China    | Arena Santos, Santos Asistență: 400 Arbitri: Menezes, Pinto |
| 6 decembrie 2011 19:30 | Mietzner, Langkeit 4 | (7–12)  | Li Yao 5 | Arena Santos, Santos Asistență: 400 Arbitri: Menezes, Pinto |
| 6 decembrie 2011 19:30 | 3×                   | Cronica | 3×       | Arena Santos, Santos Asistență: 400 Arbitri: Menezes, Pinto |

| 7 decembrie 2011 15:00 | Muntenegru  | 42 – 15 | China     | Arena Santos, Santos Asistență: 200 Arbitri: Gubica, Milošević |
| 7 decembrie 2011 15:00 | Radičević 9 | (19–7)  | Chunlei 4 | Arena Santos, Santos Asistență: 200 Arbitri: Gubica, Milošević |
| 7 decembrie 2011 15:00 | 3×          | Cronica | 3×        | Arena Santos, Santos Asistență: 200 Arbitri: Gubica, Milošević |

| 7 decembrie 2011 17:15 | Angola  | 20 – 26 | Norvegia   | Arena Santos, Santos Asistență: 800 Arbitri: Menezes, Pinto |
| 7 decembrie 2011 17:15 | Kiala 7 | (10–16) | Sulland 10 | Arena Santos, Santos Asistență: 800 Arbitri: Menezes, Pinto |
| 7 decembrie 2011 17:15 | 3× 2×   | Cronica | 3×         | Arena Santos, Santos Asistență: 800 Arbitri: Menezes, Pinto |

| 7 decembrie 2011 19:30 | Islanda       | 26 – 20 | Germania   | Arena Santos, Santos Asistență: 500 Arbitri: Bonaventura, Bonaventura |
| 7 decembrie 2011 19:30 | Knútsdóttir 9 | (13–12) | Mietzner 8 | Arena Santos, Santos Asistență: 500 Arbitri: Bonaventura, Bonaventura |
| 7 decembrie 2011 19:30 | 3×            | Cronica | 3×         | Arena Santos, Santos Asistență: 500 Arbitri: Bonaventura, Bonaventura |

| 9 decembrie 2011 15:00 | Angola  | 25 – 22 | Germania   | Arena Santos, Santos Asistență: 400 Arbitri: Gubica, Milošević |
| 9 decembrie 2011 15:00 | Kiala 8 | (14–10) | Mellbeck 7 | Arena Santos, Santos Asistență: 400 Arbitri: Gubica, Milošević |
| 9 decembrie 2011 15:00 | 2×      | Cronica | 2×         | Arena Santos, Santos Asistență: 400 Arbitri: Gubica, Milošević |

| 9 decembrie 2011 17:15 | Norvegia  | 28 – 27 | Muntenegru           | Arena Santos, Santos Asistență: 800 Arbitri: Bonaventura, Bonaventura |
| 9 decembrie 2011 17:15 | Sulland 9 | (15–11) | Popović, Bulatović 7 | Arena Santos, Santos Asistență: 800 Arbitri: Bonaventura, Bonaventura |
| 9 decembrie 2011 17:15 | 3×        | Cronica | 3×                   | Arena Santos, Santos Asistență: 800 Arbitri: Bonaventura, Bonaventura |

| 9 decembrie 2011 19:30 | China    | 15 – 23 | Islanda       | Arena Santos, Santos Arbitri: Kliko, Johansson |
| 9 decembrie 2011 19:30 | Wu Yin 5 | (9–12)  | Skúladóttir 8 | Arena Santos, Santos Arbitri: Kliko, Johansson |
| 9 decembrie 2011 19:30 | 4×       | Cronica | 4×            | Arena Santos, Santos Arbitri: Kliko, Johansson |

### Grupa B
| Echipa        | M | V | E | Î | GM  | GP  | G    | Pct |
| ------------- | - | - | - | - | --- | --- | ---- | --- |
| Rusia         | 5 | 5 | 0 | 0 | 181 | 99  | +82  | 10  |
| Spania        | 5 | 4 | 0 | 1 | 151 | 108 | +43  | 8   |
| Coreea de Sud | 5 | 3 | 0 | 2 | 164 | 124 | +40  | 6   |
| Țările de Jos | 5 | 2 | 0 | 3 | 164 | 142 | +22  | 4   |
| Kazahstan     | 5 | 1 | 0 | 4 | 114 | 133 | −19  | 2   |
| Australia     | 5 | 0 | 0 | 5 | 52  | 219 | −167 | 0   |

| 3 decembrie 2011 15:45 | Kazahstan   | 37 – 9  | Australia       | Ginásio José Corrêa, Barueri Asistență: 200 Arbitri: Abid, Chaouch |
| 3 decembrie 2011 15:45 | Volnuhina 7 | (20–6)  | Hudson-Gofers 3 | Ginásio José Corrêa, Barueri Asistență: 200 Arbitri: Abid, Chaouch |
| 3 decembrie 2011 15:45 | 3×          | Cronica | 3×              | Ginásio José Corrêa, Barueri Asistență: 200 Arbitri: Abid, Chaouch |

| 3 decembrie 2011 18:00 | Rusia               | 39 – 24 | Coreea de Sud | Ginásio José Corrêa, Barueri Asistență: 300 Arbitri: Gjeding, Hansen |
| 3 decembrie 2011 18:00 | Bliznova, Hmirova 6 | (19–13) | Woo Sun-Hee 7 | Ginásio José Corrêa, Barueri Asistență: 300 Arbitri: Gjeding, Hansen |
| 3 decembrie 2011 18:00 | 3×                  | Cronica | 2×            | Ginásio José Corrêa, Barueri Asistență: 300 Arbitri: Gjeding, Hansen |

| 3 decembrie 2011 20:15 | Țările de Jos    | 27 – 34 | Spania                    | Ginásio José Corrêa, Barueri Asistență: 300 Arbitri: Coulibaly, Diabate |
| 3 decembrie 2011 20:15 | van der Wissel 6 | (15–18) | Martín, Mangué, Aguilar 6 | Ginásio José Corrêa, Barueri Asistență: 300 Arbitri: Coulibaly, Diabate |
| 3 decembrie 2011 20:15 | 3×               | Cronica | 3×                        | Ginásio José Corrêa, Barueri Asistență: 300 Arbitri: Coulibaly, Diabate |

| 4 decembrie 2011 15:45 | Coreea de Sud | 31 – 19 | Kazahstan    | Ginásio José Corrêa, Barueri Asistență: 300 Arbitri: Coulibaly, Diabate |
| 4 decembrie 2011 15:45 | 3 jucătoare 4 | (16–4)  | Nedopekina 5 | Ginásio José Corrêa, Barueri Asistență: 300 Arbitri: Coulibaly, Diabate |
| 4 decembrie 2011 15:45 | 2×            | Cronica | 2×           | Ginásio José Corrêa, Barueri Asistență: 300 Arbitri: Coulibaly, Diabate |

| 4 decembrie 2011 18:00 | Spania   | 22 – 28 | Rusia    | Ginásio José Corrêa, Barueri Asistență: 300 Arbitri: Marina, Minore |
| 4 decembrie 2011 18:00 | Martín 5 | (9–14)  | Levina 7 | Ginásio José Corrêa, Barueri Asistență: 300 Arbitri: Marina, Minore |
| 4 decembrie 2011 18:00 | 4×       | Cronica | 2×       | Ginásio José Corrêa, Barueri Asistență: 300 Arbitri: Marina, Minore |

| 4 decembrie 2011 20:15 | Australia  | 15 – 53 | Țările de Jos | Ginásio José Corrêa, Barueri Asistență: 300 Arbitri: Gjeding, Hansen |
| 4 decembrie 2011 20:15 | Fletcher 4 | (6–27)  | Polman 11     | Ginásio José Corrêa, Barueri Asistență: 300 Arbitri: Gjeding, Hansen |
| 4 decembrie 2011 20:15 | 2× 1×      | Cronica | 2×            | Ginásio José Corrêa, Barueri Asistență: 300 Arbitri: Gjeding, Hansen |

| 6 decembrie 2011 15:45 | Rusia      | 45 – 8  | Australia | Ginásio José Corrêa, Barueri Asistență: 500 Arbitri: Coulibaly, Diabate |
| 6 decembrie 2011 15:45 | Bliznova 8 | (21–4)  | Cook 2    | Ginásio José Corrêa, Barueri Asistență: 500 Arbitri: Coulibaly, Diabate |
| 6 decembrie 2011 15:45 | 3×         | Cronica | 2×        | Ginásio José Corrêa, Barueri Asistență: 500 Arbitri: Coulibaly, Diabate |

| 6 decembrie 2011 18:00 | Kazahstan      | 20 – 32 | Țările de Jos | Ginásio José Corrêa, Barueri Asistență: 200 Arbitri: Marina, Minore |
| 6 decembrie 2011 18:00 | Baranovskaia 6 | (8–18)  | Abbingh 7     | Ginásio José Corrêa, Barueri Asistență: 200 Arbitri: Marina, Minore |
| 6 decembrie 2011 18:00 | 4× 1×          | Cronica | 3×            | Ginásio José Corrêa, Barueri Asistență: 200 Arbitri: Marina, Minore |

| 6 decembrie 2011 20:15 | Coreea de Sud   | 26 – 29 | Spania   | Ginásio José Corrêa, Barueri Asistență: 200 Arbitri: Gjeding, Hansen |
| 6 decembrie 2011 20:15 | Choi Im-Jeong 8 | (12–13) | Mangué 6 | Ginásio José Corrêa, Barueri Asistență: 200 Arbitri: Gjeding, Hansen |
| 6 decembrie 2011 20:15 | 1×              | Cronica | 3×       | Ginásio José Corrêa, Barueri Asistență: 200 Arbitri: Gjeding, Hansen |

| 7 decembrie 2011 15:45 | Țările de Jos    | 26 – 35 | Rusia      | Ginásio José Corrêa, Barueri Asistență: 400 Arbitri: Gjeding, Hansen |
| 7 decembrie 2011 15:45 | van der Wissel 7 | (10–18) | Bodnieva 7 | Ginásio José Corrêa, Barueri Asistență: 400 Arbitri: Gjeding, Hansen |
| 7 decembrie 2011 15:45 | 2×               | Cronica | 3×         | Ginásio José Corrêa, Barueri Asistență: 400 Arbitri: Gjeding, Hansen |

| 7 decembrie 2011 18:00 | Kazahstan   | 18 – 27 | Spania   | Ginásio José Corrêa, Barueri Asistență: 450 Arbitri: Coulibaly, Diabate |
| 7 decembrie 2011 18:00 | Volnuhina 6 | (8–11)  | Alonso 6 | Ginásio José Corrêa, Barueri Asistență: 450 Arbitri: Coulibaly, Diabate |
| 7 decembrie 2011 18:00 | 1×          | Cronica | 3×       | Ginásio José Corrêa, Barueri Asistență: 450 Arbitri: Coulibaly, Diabate |

| 7 decembrie 2011 20:15 | Australia | 11 – 45 | Coreea de Sud     | Ginásio José Corrêa, Barueri Asistență: 200 Arbitri: Abid, Chaouch |
| 7 decembrie 2011 20:15 | Cook 5    | (3–24)  | Yoon Hyun-Kyung 7 | Ginásio José Corrêa, Barueri Asistență: 200 Arbitri: Abid, Chaouch |
| 7 decembrie 2011 20:15 | 3×        | Cronica | 3×                | Ginásio José Corrêa, Barueri Asistență: 200 Arbitri: Abid, Chaouch |

| 9 decembrie 2011 15:45 | Spania   | 39 – 9  | Australia     | Ginásio José Corrêa, Barueri Asistență: 300 Arbitri: Coulibaly, Diabate |
| 9 decembrie 2011 15:45 | Alonso 7 | (18–5)  | 3 jucătoare 3 | Ginásio José Corrêa, Barueri Asistență: 300 Arbitri: Coulibaly, Diabate |
| 9 decembrie 2011 15:45 | 3×       | Cronica | 2×            | Ginásio José Corrêa, Barueri Asistență: 300 Arbitri: Coulibaly, Diabate |

| 9 decembrie 2011 18:00 | Țările de Jos | 26 – 38 | Coreea de Sud                 | Ginásio José Corrêa, Barueri Asistență: 300 Arbitri: Marina, Minore |
| 9 decembrie 2011 18:00 | Abbingh 4     | (10–18) | Kim Cha-Youn, Choi Im-jeong 8 | Ginásio José Corrêa, Barueri Asistență: 300 Arbitri: Marina, Minore |
| 9 decembrie 2011 18:00 | 4×            | Cronica | 3×                            | Ginásio José Corrêa, Barueri Asistență: 300 Arbitri: Marina, Minore |

| 9 decembrie 2011 20:15 | Rusia   | 34 – 19 | Kazahstan   | Ginásio José Corrêa, Barueri Asistență: 200 Arbitri: Abid, Chaouch |
| 9 decembrie 2011 20:15 | Turei 7 | (13–13) | Volnuhina 6 | Ginásio José Corrêa, Barueri Asistență: 200 Arbitri: Abid, Chaouch |
| 9 decembrie 2011 20:15 | 4×      | Cronica | 2×          | Ginásio José Corrêa, Barueri Asistență: 200 Arbitri: Abid, Chaouch |

### Grupa C
| Echipa   | M | V | E | Î | GM  | GP  | G   | Pct |
| -------- | - | - | - | - | --- | --- | --- | --- |
| Brazilia | 5 | 5 | 0 | 0 | 162 | 128 | +34 | 10  |
| Franța   | 5 | 4 | 0 | 1 | 165 | 103 | +62 | 8   |
| România  | 5 | 2 | 1 | 2 | 139 | 155 | −16 | 5   |
| Japonia  | 5 | 2 | 1 | 2 | 138 | 156 | −18 | 5   |
| Tunisia  | 5 | 1 | 0 | 4 | 141 | 150 | −9  | 2   |
| Cuba     | 5 | 0 | 0 | 5 | 119 | 172 | −53 | 0   |

| 2 decembrie 2011 21:00 | Brazilia   | 37 – 21 | Cuba      | Ginásio do Ibirapuera, São Paulo Asistență: 3,000 Arbitri: Arntsen, Gullaksen |
| 2 decembrie 2011 21:00 | da Silva 8 | (17–11) | Ramírez 9 | Ginásio do Ibirapuera, São Paulo Asistență: 3,000 Arbitri: Arntsen, Gullaksen |
| 2 decembrie 2011 21:00 | 2×         | Cronica | 3×        | Ginásio do Ibirapuera, São Paulo Asistență: 3,000 Arbitri: Arntsen, Gullaksen |

| 3 decembrie 2011 15:00 | România | 30 – 28 | Tunisia       | Ginásio do Ibirapuera, São Paulo Asistență: 500 Arbitri: Al Suwaidi, Bamatraf |
| 3 decembrie 2011 15:00 | Fiera 8 | (14–15) | 3 jucătoare 5 | Ginásio do Ibirapuera, São Paulo Asistență: 500 Arbitri: Al Suwaidi, Bamatraf |
| 3 decembrie 2011 15:00 | 3×      | Cronica | 3×            | Ginásio do Ibirapuera, São Paulo Asistență: 500 Arbitri: Al Suwaidi, Bamatraf |

| 3 decembrie 2011 17:15 | Franța   | 41 – 22 | Japonia | Ginásio do Ibirapuera, São Paulo Asistență: 500 Arbitri: Cohen, Peretz |
| 3 decembrie 2011 17:15 | Ayglon 6 | (18–13) | Fujii 6 | Ginásio do Ibirapuera, São Paulo Asistență: 500 Arbitri: Cohen, Peretz |
| 3 decembrie 2011 17:15 | 2×       | Cronica | 2×      | Ginásio do Ibirapuera, São Paulo Asistență: 500 Arbitri: Cohen, Peretz |

| 5 decembrie 2011 15:00 | Cuba     | 27 – 33 | România       | Ginásio do Ibirapuera, São Paulo Asistență: 300 Arbitri: Liu, Liu |
| 5 decembrie 2011 15:00 | Lusson 8 | (14–20) | 4 jucătoare 5 | Ginásio do Ibirapuera, São Paulo Asistență: 300 Arbitri: Liu, Liu |
| 5 decembrie 2011 15:00 | 2×       | Cronica | 3×            | Ginásio do Ibirapuera, São Paulo Asistență: 300 Arbitri: Liu, Liu |

| 5 decembrie 2011 17:15 | Tunisia   | 17 – 25 | Franța   | Ginásio do Ibirapuera, São Paulo Asistență: 500 Arbitri: García, Marin |
| 5 decembrie 2011 17:15 | Chebbah 6 | (9–12)  | Deroin 6 | Ginásio do Ibirapuera, São Paulo Asistență: 500 Arbitri: García, Marin |
| 5 decembrie 2011 17:15 | 3×        | Cronica | 3×       | Ginásio do Ibirapuera, São Paulo Asistență: 500 Arbitri: García, Marin |

| 5 decembrie 2011 19:45 | Japonia     | 24 – 32 | Brazilia        | Ginásio do Ibirapuera, São Paulo Asistență: 1,500 Arbitri: Gatelis, Mazeika |
| 5 decembrie 2011 19:45 | Kamimachi 7 | (12–16) | do Nascimento 7 | Ginásio do Ibirapuera, São Paulo Asistență: 1,500 Arbitri: Gatelis, Mazeika |
| 5 decembrie 2011 19:45 | 2×          | Cronica | 3×              | Ginásio do Ibirapuera, São Paulo Asistență: 1,500 Arbitri: Gatelis, Mazeika |

| 6 decembrie 2011 15:00 | Tunisia    | 32 – 29 | Cuba    | Ginásio do Ibirapuera, São Paulo Asistență: 200 Arbitri: Arntsen, Gullaksen |
| 6 decembrie 2011 15:00 | Khouildi 8 | (18–11) | Gómez 9 | Ginásio do Ibirapuera, São Paulo Asistență: 200 Arbitri: Arntsen, Gullaksen |
| 6 decembrie 2011 15:00 | 2×         | Cronica | 2×      | Ginásio do Ibirapuera, São Paulo Asistență: 200 Arbitri: Arntsen, Gullaksen |

| 6 decembrie 2011 17:15 | România         | 28 – 28 | Japonia  | Ginásio do Ibirapuera, São Paulo Asistență: 600 Arbitri: García, Marin |
| 6 decembrie 2011 17:15 | Ardean-Elisei 9 | (13–12) | Fujii 11 | Ginásio do Ibirapuera, São Paulo Asistență: 600 Arbitri: García, Marin |
| 6 decembrie 2011 17:15 | 3×              | Cronica | 3×       | Ginásio do Ibirapuera, São Paulo Asistență: 600 Arbitri: García, Marin |

| 6 decembrie 2011 19:45 | Franța   | 22 – 26 | Brazilia    | Ginásio do Ibirapuera, São Paulo Asistență: 3,500 Arbitri: Al Suwaidi, Bamatraf |
| 6 decembrie 2011 19:45 | Pineau 5 | (17–10) | Rodrigues 6 | Ginásio do Ibirapuera, São Paulo Asistență: 3,500 Arbitri: Al Suwaidi, Bamatraf |
| 6 decembrie 2011 19:45 | 3×       | Cronica | 1×          | Ginásio do Ibirapuera, São Paulo Asistență: 3,500 Arbitri: Al Suwaidi, Bamatraf |

| 8 decembrie 2011 15:00 | Japonia  | 32 – 31 | Tunisia  | Ginásio do Ibirapuera, São Paulo Asistență: 500 Arbitri: Gatelis, Mazeika |
| 8 decembrie 2011 15:00 | Fujii 11 | (16–16) | Toumi 12 | Ginásio do Ibirapuera, São Paulo Asistență: 500 Arbitri: Gatelis, Mazeika |
| 8 decembrie 2011 15:00 | 3×       | Cronica | 3× 1×    | Ginásio do Ibirapuera, São Paulo Asistență: 500 Arbitri: Gatelis, Mazeika |

| 8 decembrie 2011 17:15 | Franța    | 38 – 18 | Cuba      | Ginásio do Ibirapuera, São Paulo Asistență: 1,000 Arbitri: Hizaki, Ikebuchi |
| 8 decembrie 2011 17:15 | Spincer 6 | (17–8)  | Ramírez 5 | Ginásio do Ibirapuera, São Paulo Asistență: 1,000 Arbitri: Hizaki, Ikebuchi |
| 8 decembrie 2011 17:15 | 3×        | Cronica | 2×        | Ginásio do Ibirapuera, São Paulo Asistență: 1,000 Arbitri: Hizaki, Ikebuchi |

| 8 decembrie 2011 19:45 | Brazilia        | 33 – 28 | România           | Ginásio do Ibirapuera, São Paulo Asistență: 3,000 Arbitri: Cohen, Peretz |
| 8 decembrie 2011 19:45 | do Nascimento 8 | (14–11) | Brădeanu, Curea 5 | Ginásio do Ibirapuera, São Paulo Asistență: 3,000 Arbitri: Cohen, Peretz |
| 8 decembrie 2011 19:45 | 3×              | Cronica | 4×                | Ginásio do Ibirapuera, São Paulo Asistență: 3,000 Arbitri: Cohen, Peretz |

| 9 decembrie 2011 15:00 | Cuba        | 24 – 32 | Japonia      | Ginásio do Ibirapuera, São Paulo Asistență: 200 Arbitri: Liu, Liu |
| 9 decembrie 2011 15:00 | Fernández 9 | (9–16)  | Kamimachi 10 | Ginásio do Ibirapuera, São Paulo Asistență: 200 Arbitri: Liu, Liu |
| 9 decembrie 2011 15:00 | 3×          | Cronica | 3×           | Ginásio do Ibirapuera, São Paulo Asistență: 200 Arbitri: Liu, Liu |

| 9 decembrie 2011 17:15 | România | 20 – 39 | Franța      | Ginásio do Ibirapuera, São Paulo Asistență: 600 Arbitri: García, Marin |
| 9 decembrie 2011 17:15 | Manea 4 | (12–20) | Baudouin 10 | Ginásio do Ibirapuera, São Paulo Asistență: 600 Arbitri: García, Marin |
| 9 decembrie 2011 17:15 | 3×      | Cronica | 3×          | Ginásio do Ibirapuera, São Paulo Asistență: 600 Arbitri: García, Marin |

| 9 decembrie 2011 19:45 | Brazilia | 34 – 33 | Tunisia    | Ginásio do Ibirapuera, São Paulo Asistență: 1,500 Arbitri: Al Suwaidi, Bamatraf |
| 9 decembrie 2011 19:45 | Moraes 8 | (16–20) | Marzouk 10 | Ginásio do Ibirapuera, São Paulo Asistență: 1,500 Arbitri: Al Suwaidi, Bamatraf |
| 9 decembrie 2011 19:45 | 3×       | Cronica | 3×         | Ginásio do Ibirapuera, São Paulo Asistență: 1,500 Arbitri: Al Suwaidi, Bamatraf |

### Grupa D
| Echipa           | M | V | E | Î | GM  | GP  | G   | Pct |
| ---------------- | - | - | - | - | --- | --- | --- | --- |
| Danemarca        | 5 | 5 | 0 | 0 | 148 | 78  | +70 | 10  |
| Croația          | 5 | 4 | 0 | 1 | 150 | 112 | +38 | 8   |
| Suedia           | 5 | 3 | 0 | 2 | 141 | 97  | +44 | 6   |
| Coasta de Fildeș | 5 | 2 | 0 | 3 | 118 | 145 | −27 | 4   |
| Uruguay          | 5 | 1 | 0 | 4 | 82  | 159 | −77 | 2   |
| Argentina        | 5 | 0 | 0 | 5 | 77  | 135 | −58 | 0   |

| 3 decembrie 2011 13:00 | Suedia              | 37 – 11 | Argentina | Ginásio Adib Moyses Dib, São Bernardo do Campo Arbitri: Hizaki, Ikebuchi |
| 3 decembrie 2011 13:00 | Boson, Fogelström 5 | (19–7)  | Mendoza 3 | Ginásio Adib Moyses Dib, São Bernardo do Campo Arbitri: Hizaki, Ikebuchi |
| 3 decembrie 2011 13:00 | 4×                  | Cronica | 2×        | Ginásio Adib Moyses Dib, São Bernardo do Campo Arbitri: Hizaki, Ikebuchi |

| 3 decembrie 2011 15:15 | Danemarca     | 36 – 10 | Uruguay | Ginásio Adib Moyses Dib, São Bernardo do Campo Asistență: 400 Arbitri: Liu, Liu |
| 3 decembrie 2011 15:15 | Kristiansen 7 | (20–6)  | Falco 3 | Ginásio Adib Moyses Dib, São Bernardo do Campo Asistență: 400 Arbitri: Liu, Liu |
| 3 decembrie 2011 15:15 | 3×            | Cronica | 3×      | Ginásio Adib Moyses Dib, São Bernardo do Campo Asistență: 400 Arbitri: Liu, Liu |

| 3 decembrie 2011 17:30 | Croația   | 36 – 20 | Coasta de Fildeș | Ginásio Adib Moyses Dib, São Bernardo do Campo Asistență: 400 Arbitri: Gatelis, Mazeika |
| 3 decembrie 2011 17:30 | Penezić 7 | (20–10) | Mambo 5          | Ginásio Adib Moyses Dib, São Bernardo do Campo Asistență: 400 Arbitri: Gatelis, Mazeika |
| 3 decembrie 2011 17:30 | 3×        | Cronica | 2×               | Ginásio Adib Moyses Dib, São Bernardo do Campo Asistență: 400 Arbitri: Gatelis, Mazeika |

| 5 decembrie 2011 15:15 | Coasta de Fildeș | 25 – 28 | Suedia    | Ginásio Adib Moyses Dib, São Bernardo do Campo Asistență: 500 Arbitri: Al Suwaidi, Bamatraf |
| 5 decembrie 2011 15:15 | Mambo 8          | (14–15) | Gulldén 5 | Ginásio Adib Moyses Dib, São Bernardo do Campo Asistență: 500 Arbitri: Al Suwaidi, Bamatraf |
| 5 decembrie 2011 15:15 | 2×               | Cronica | 3×        | Ginásio Adib Moyses Dib, São Bernardo do Campo Asistență: 500 Arbitri: Al Suwaidi, Bamatraf |

| 5 decembrie 2011 17:45 | Argentina | 13 – 31 | Danemarca     | Ginásio Adib Moyses Dib, São Bernardo do Campo Asistență: 500 Arbitri: Arntsen, Gullaksen |
| 5 decembrie 2011 17:45 | Salvado 4 | (5–18)  | Kristiansen 6 | Ginásio Adib Moyses Dib, São Bernardo do Campo Asistență: 500 Arbitri: Arntsen, Gullaksen |
| 5 decembrie 2011 17:45 | 2×        | Cronica | 1×            | Ginásio Adib Moyses Dib, São Bernardo do Campo Asistență: 500 Arbitri: Arntsen, Gullaksen |

| 5 decembrie 2011 20:00 | Uruguay  | 15 – 45 | Croația   | Ginásio Adib Moyses Dib, São Bernardo do Campo Asistență: 500 Arbitri: Hizaki, Ikebuchi |
| 5 decembrie 2011 20:00 | Castro 5 | (9–21)  | Jovetić 6 | Ginásio Adib Moyses Dib, São Bernardo do Campo Asistență: 500 Arbitri: Hizaki, Ikebuchi |
| 5 decembrie 2011 20:00 | 3×       | Cronica | 1×        | Ginásio Adib Moyses Dib, São Bernardo do Campo Asistență: 500 Arbitri: Hizaki, Ikebuchi |

| 6 decembrie 2011 15:15 | Suedia    | 31 – 14 | Uruguay       | Ginásio Adib Moyses Dib, São Bernardo do Campo Asistență: 400 Arbitri: Hizaki, Ikebuchi |
| 6 decembrie 2011 15:15 | Roberts 6 | (13–7)  | 3 jucătoare 3 | Ginásio Adib Moyses Dib, São Bernardo do Campo Asistență: 400 Arbitri: Hizaki, Ikebuchi |
| 6 decembrie 2011 15:15 | 2×        | Cronica | 3×            | Ginásio Adib Moyses Dib, São Bernardo do Campo Asistență: 400 Arbitri: Hizaki, Ikebuchi |

| 6 decembrie 2011 17:45 | Danemarca  | 23 – 19 | Croația   | Ginásio Adib Moyses Dib, São Bernardo do Campo Asistență: 500 Arbitri: Gatelis, Mazeika |
| 6 decembrie 2011 17:45 | Troelsen 6 | (10–8)  | Penezić 9 | Ginásio Adib Moyses Dib, São Bernardo do Campo Asistență: 500 Arbitri: Gatelis, Mazeika |
| 6 decembrie 2011 17:45 | 3×         | Cronica | 4×        | Ginásio Adib Moyses Dib, São Bernardo do Campo Asistență: 500 Arbitri: Gatelis, Mazeika |

| 6 decembrie 2011 20:00 | Argentina          | 19 – 25 | Coasta de Fildeș | Ginásio Adib Moyses Dib, São Bernardo do Campo Asistență: 500 Arbitri: Cohen, Peretz |
| 6 decembrie 2011 20:00 | Decilio, Mendoza 5 | (8–14)  | Gondo, Toualy 5  | Ginásio Adib Moyses Dib, São Bernardo do Campo Asistență: 500 Arbitri: Cohen, Peretz |
| 6 decembrie 2011 20:00 | 2×                 | Cronica | 2×               | Ginásio Adib Moyses Dib, São Bernardo do Campo Asistență: 500 Arbitri: Cohen, Peretz |

| 8 decembrie 2011 15:00 | Croația  | 27 – 26 | Suedia        | Ginásio Adib Moyses Dib, São Bernardo do Campo Asistență: 500 Arbitri: García, Marin |
| 8 decembrie 2011 15:00 | Franić 7 | (14–12) | Torstenson 10 | Ginásio Adib Moyses Dib, São Bernardo do Campo Asistență: 500 Arbitri: García, Marin |
| 8 decembrie 2011 15:00 | 4×       | Cronica | 4×            | Ginásio Adib Moyses Dib, São Bernardo do Campo Asistență: 500 Arbitri: García, Marin |

| 8 decembrie 2011 17:15 | Danemarca | 38 – 17 | Coasta de Fildeș    | Ginásio Adib Moyses Dib, São Bernardo do Campo Asistență: 300 Arbitri: Arntsen, Gullaksen |
| 8 decembrie 2011 17:15 | Bille 8   | (22–7)  | Mambo, Courcelles 3 | Ginásio Adib Moyses Dib, São Bernardo do Campo Asistență: 300 Arbitri: Arntsen, Gullaksen |
| 8 decembrie 2011 17:15 | 3×        | Cronica | 3×                  | Ginásio Adib Moyses Dib, São Bernardo do Campo Asistență: 300 Arbitri: Arntsen, Gullaksen |

| 8 decembrie 2011 19:30 | Uruguay  | 19 – 16 | Argentina | Ginásio Adib Moyses Dib, São Bernardo do Campo Asistență: 200 Arbitri: Liu, Liu |
| 8 decembrie 2011 19:30 | Castro 6 | (11–11) | Mendoza 6 | Ginásio Adib Moyses Dib, São Bernardo do Campo Asistență: 200 Arbitri: Liu, Liu |
| 8 decembrie 2011 19:30 | 2×       | Cronica | 3×        | Ginásio Adib Moyses Dib, São Bernardo do Campo Asistență: 200 Arbitri: Liu, Liu |

| 9 decembrie 2011 15:00 | Coasta de Fildeș | 31 – 24 | Uruguay  | Ginásio Adib Moyses Dib, São Bernardo do Campo Asistență: 300 Arbitri: Hizaki, Ikebuchi |
| 9 decembrie 2011 15:00 | Mambo 9          | (12–12) | Castro 8 | Ginásio Adib Moyses Dib, São Bernardo do Campo Asistență: 300 Arbitri: Hizaki, Ikebuchi |
| 9 decembrie 2011 15:00 | 3×               | Cronica | 3×       | Ginásio Adib Moyses Dib, São Bernardo do Campo Asistență: 300 Arbitri: Hizaki, Ikebuchi |

| 9 decembrie 2011 17:15 | Suedia | 19 – 20 | Danemarca             | Ginásio Adib Moyses Dib, São Bernardo do Campo Asistență: 1,500 Arbitri: Gatelis, Mazeika |
| 9 decembrie 2011 17:15 | Ahlm 8 | (8–9)   | Jørgensen, Nørgaard 4 | Ginásio Adib Moyses Dib, São Bernardo do Campo Asistență: 1,500 Arbitri: Gatelis, Mazeika |
| 9 decembrie 2011 17:15 | 3×     | Cronica | 3×                    | Ginásio Adib Moyses Dib, São Bernardo do Campo Asistență: 1,500 Arbitri: Gatelis, Mazeika |

| 9 decembrie 2011 19:30 | Croația | 23 – 18 | Argentina | Ginásio Adib Moyses Dib, São Bernardo do Campo Asistență: 400 Arbitri: Cohen, Peretz |
| 9 decembrie 2011 19:30 | Zebić 6 | (9–11)  | Decilio 4 | Ginásio Adib Moyses Dib, São Bernardo do Campo Asistență: 400 Arbitri: Cohen, Peretz |
| 9 decembrie 2011 19:30 | 3×      | Cronica | 3×        | Ginásio Adib Moyses Dib, São Bernardo do Campo Asistență: 400 Arbitri: Cohen, Peretz |

## Cupa Președintelui
Echipele de pe locurile cinci și șase din fiecare grupă participă la Cupa Președintelui pentru a determina clasarea de la  17 la 24.

### Locurile 17 - 20
| 11 decembrie 2011 11:45 | Germania     | 37 – 14 | Kazahstan   | Ginásio do Ibirapuera, São Paulo Asistență: 100 Arbitri: Arntsen, Gullaksen |
| 11 decembrie 2011 11:45 | Nadgornaja 6 | (15–6)  | Volnuhina 6 | Ginásio do Ibirapuera, São Paulo Asistență: 100 Arbitri: Arntsen, Gullaksen |
| 11 decembrie 2011 11:45 | 2×           | Cronica | 5× 3× 1×    | Ginásio do Ibirapuera, São Paulo Asistență: 100 Arbitri: Arntsen, Gullaksen |

| 11 decembrie 2011 14:30 | Tunisia    | 34 – 17 | Uruguay | Ginásio do Ibirapuera, São Paulo Asistență: 100 Arbitri: García, Marin |
| 11 decembrie 2011 14:30 | Elghaoui 9 | (14–10) | Palla 4 | Ginásio do Ibirapuera, São Paulo Asistență: 100 Arbitri: García, Marin |
| 11 decembrie 2011 14:30 | 3×         | Cronica | 4× 3×   | Ginásio do Ibirapuera, São Paulo Asistență: 100 Arbitri: García, Marin |

### Locurile 21 - 24
| 11 decembrie 2011 17:15 | China          | 45 – 11 | Australia | Ginásio do Ibirapuera, São Paulo Asistență: 100 Arbitri: Hizaki, Ikebuchi |
| 11 decembrie 2011 17:15 | Lan Chunlei 11 | (22–4)  | Cook 4    | Ginásio do Ibirapuera, São Paulo Asistență: 100 Arbitri: Hizaki, Ikebuchi |
| 11 decembrie 2011 17:15 | 2×             | Cronica | 2× 3×     | Ginásio do Ibirapuera, São Paulo Asistență: 100 Arbitri: Hizaki, Ikebuchi |

| 11 decembrie 2011 19:30 | Cuba     | 25 – 20 | Argentina | Ginásio do Ibirapuera, São Paulo Asistență: 100 Arbitri: Al Suwaidi, Bamatraf |
| 11 decembrie 2011 19:30 | Lusson 9 | (12–11) | Mendoza 4 | Ginásio do Ibirapuera, São Paulo Asistență: 100 Arbitri: Al Suwaidi, Bamatraf |
| 11 decembrie 2011 19:30 | 11× 2×   | Report  | 7× 3×     | Ginásio do Ibirapuera, São Paulo Asistență: 100 Arbitri: Al Suwaidi, Bamatraf |

### Meciul pentru locul 23
| 12 decembrie 2011 11:45 | Australia       | 12 – 30 | Argentina | Ginásio Adib Moyses Dib, São Bernardo do Campo Asistență: 100 Arbitri: Liu, Liu |
| 12 decembrie 2011 11:45 | Hudson-Gofers 4 | (4–12)  | Ferrea 7  | Ginásio Adib Moyses Dib, São Bernardo do Campo Asistență: 100 Arbitri: Liu, Liu |
| 12 decembrie 2011 11:45 | 3×              | Cronica | 1× 3×     | Ginásio Adib Moyses Dib, São Bernardo do Campo Asistență: 100 Arbitri: Liu, Liu |

### Meciul pentru locul 21
| 12 decembrie 2011 20:00 | China    | 30 – 29 | Cuba      | Ginásio Adib Moyses Dib, São Bernardo do Campo Asistență: 200 Arbitri: Abid, Chaouch |
| 12 decembrie 2011 20:00 | Li Yao 8 | (15–13) | Lusson 10 | Ginásio Adib Moyses Dib, São Bernardo do Campo Asistență: 200 Arbitri: Abid, Chaouch |
| 12 decembrie 2011 20:00 | 1× 3×    | Cronica | 2× 3×     | Ginásio Adib Moyses Dib, São Bernardo do Campo Asistență: 200 Arbitri: Abid, Chaouch |

### Meciul pentru locul 19
| 12 decembrie 2011 11:45 | Kazahstan    | 31 – 22 | Uruguay  | Ginásio do Ibirapuera, São Paulo Asistență: 100 Arbitri: Menezes, Pinto |
| 12 decembrie 2011 11:45 | Volnuhina 12 | (17–9)  | Castro 8 | Ginásio do Ibirapuera, São Paulo Asistență: 100 Arbitri: Menezes, Pinto |
| 12 decembrie 2011 11:45 | 4× 3×        | Cronica | 4× 3×    | Ginásio do Ibirapuera, São Paulo Asistență: 100 Arbitri: Menezes, Pinto |

### Meciul pentru locul 17
| 12 decembrie 2011 17:15 | Germania      | 33 – 25 | Tunisia   | Ginásio do Ibirapuera, São Paulo Asistență: 800 Arbitri: Marina, Minore |
| 12 decembrie 2011 17:15 | Nadgornaja 11 | (16–14) | Chebbah 5 | Ginásio do Ibirapuera, São Paulo Asistență: 800 Arbitri: Marina, Minore |
| 12 decembrie 2011 17:15 | 3× 2×         | Cronica | 2× 3×     | Ginásio do Ibirapuera, São Paulo Asistență: 800 Arbitri: Marina, Minore |

## Faza eliminatorie
Tabloul pentru campionat
|  | Optimi           | Optimi       |              |    | Sferturi de finală | Sferturi de finală |              |              | Semifinale | Semifinale |  |  | Finala | Finala |
|  |                  |              |              |    |                    |                    |              |              |            |            |  |  |        |        |
|  | 11 decembrie     |              |              |    |                    |                    |              |              |            |            |  |  |        |        |
|  |                  |              |              |    |                    |                    |              |              |            |            |  |  |        |        |
|  | Rusia            | 30           |              |    |                    |                    |              |              |            |            |  |  |        |        |
|  | Rusia            | 30           | 14 decembrie |    |                    |                    |              |              |            |            |  |  |        |        |
|  | Islanda          | 19           |              |    |                    |                    |              |              |            |            |  |  |        |        |
|  | Islanda          | 19           | Rusia        | 23 |                    |                    |              |              |            |            |  |  |        |        |
|  | 12 decembrie     |              | Rusia        | 23 |                    |                    |              |              |            |            |  |  |        |        |
|  |                  | Franța       | 25           |    |                    |                    |              |              |            |            |  |  |        |        |
|  | Suedia           | Franța       | 25           | 23 |                    |                    |              |              |            |            |  |  |        |        |
|  | Suedia           |              | 16 decembrie | 23 |                    |                    |              |              |            |            |  |  |        |        |
|  | Franța           | 26           |              |    |                    |                    |              |              |            |            |  |  |        |        |
|  | Franța           | 26           | Franța       | 28 |                    |                    |              |              |            |            |  |  |        |        |
|  | 11 decembrie     |              | Franța       | 28 |                    |                    |              |              |            |            |  |  |        |        |
|  |                  | Danemarca    | 23           |    |                    |                    |              |              |            |            |  |  |        |        |
|  | Angola           | Danemarca    | 23           | 30 |                    |                    |              |              |            |            |  |  |        |        |
|  | Angola           | 14 decembrie |              | 30 |                    |                    |              |              |            |            |  |  |        |        |
|  | Coreea de Sud    | 29           |              |    |                    |                    |              |              |            |            |  |  |        |        |
|  | Coreea de Sud    | 29           | Angola       | 23 |                    |                    |              |              |            |            |  |  |        |        |
|  | 12 decembrie     |              | Angola       | 23 |                    |                    |              |              |            |            |  |  |        |        |
|  |                  | Danemarca    | 28           |    |                    |                    |              |              |            |            |  |  |        |        |
|  | Japonia          | Danemarca    | 28           | 22 |                    |                    |              |              |            |            |  |  |        |        |
|  | Japonia          |              | 18 decembrie | 22 |                    |                    |              |              |            |            |  |  |        |        |
|  | Danemarca        | 23           |              |    |                    |                    |              |              |            |            |  |  |        |        |
|  | Danemarca        | 23           | Franța       | 24 |                    |                    |              |              |            |            |  |  |        |        |
|  | 11 decembrie     |              | Franța       | 24 |                    |                    |              |              |            |            |  |  |        |        |
|  |                  | Norvegia     | 32           |    |                    |                    |              |              |            |            |  |  |        |        |
|  | Norvegia         | Norvegia     | 32           | 34 |                    |                    |              |              |            |            |  |  |        |        |
|  | Norvegia         | 14 decembrie |              | 34 |                    |                    |              |              |            |            |  |  |        |        |
|  | Țările de Jos    | 22           |              |    |                    |                    |              |              |            |            |  |  |        |        |
|  | Țările de Jos    | 22           | Norvegia     | 30 |                    |                    |              |              |            |            |  |  |        |        |
|  | 12 decembrie     |              | Norvegia     | 30 |                    |                    |              |              |            |            |  |  |        |        |
|  |                  | Croația      | 25           |    |                    |                    |              |              |            |            |  |  |        |        |
|  | România          | Croația      | 25           | 27 |                    |                    |              |              |            |            |  |  |        |        |
|  | România          |              | 16 decembrie | 27 |                    |                    |              |              |            |            |  |  |        |        |
|  | Croația          | 28           |              |    |                    |                    |              |              |            |            |  |  |        |        |
|  | Croația          | 28           | Norvegia     | 30 |                    |                    |              |              |            |            |  |  |        |        |
|  | 11 decembrie     |              | Norvegia     | 30 |                    |                    |              |              |            |            |  |  |        |        |
|  |                  | Spania       | 22           |    | Finala mică        | Finala mică        |              |              |            |            |  |  |        |        |
|  | Spania           | Spania       | 22           | 23 | Finala mică        | Finala mică        |              |              |            |            |  |  |        |        |
|  | Spania           | 14 decembrie | 14 decembrie | 23 |                    |                    | 18 decembrie | 18 decembrie |            |            |  |  |        |        |
|  | Muntenegru       | 14 decembrie | 14 decembrie | 19 |                    |                    | 18 decembrie | 18 decembrie |            |            |  |  |        |        |
|  | Muntenegru       | Spania       | 27           | 19 | Danemarca          | 18                 |              |              |            |            |  |  |        |        |
|  | 12 decembrie     | Spania       | 27           |    | Danemarca          | 18                 |              |              |            |            |  |  |        |        |
|  |                  | Brazilia     | 26           |    | Spania             | 24                 |              |              |            |            |  |  |        |        |
|  | Coasta de Fildeș | Brazilia     | 26           | 22 | Spania             | 24                 |              |              |            |            |  |  |        |        |
|  | Coasta de Fildeș |              |              | 22 |                    |                    |              |              |            |            |  |  |        |        |
|  | Brazilia         | 35           |              |    |                    |                    |              |              |            |            |  |  |        |        |
|  | Brazilia         | 35           |              |    |                    |                    |              |              |            |            |  |  |        |        |

Pentru locul 5
|  | Semifinale  | Semifinale  |    |             | Locul 5       | Locul 5 |  |
|  |             |             |    |             |               |         |  |
|  | December 16 |             |    |             |               |         |  |
|  | Rusia       | 41          |    |             |               |         |  |
|  | Angola      | 31          |    |             |               |         |  |
|  |             |             |    |             |               |         |  |
|  |             |             |    |             | December 18   |         |  |
|  |             |             |    |             | Rusia         | 20      |  |
|  |             | Brazilia    | 36 |             |               |         |  |
|  |             |             |    |             |               |         |  |
|  |             |             |    |             |               |         |  |
|  |             |             |    |             | Seventh place |         |  |
|  | December 16 | December 16 |    | December 18 | December 18   |         |  |
|  | Croația     | 31          |    | Angola      | 29            |         |  |
|  | Brazilia    | 32          |    |             | Croația       | 32      |  |

### Optimi
| 11 decembrie 2011 14:30 | Coreea de Sud    | 29 – 30 | Angola     | Arena Santos, Santos Asistență: 600 Arbitri: Bonaventura, Bonaventura |
| 11 decembrie 2011 14:30 | Choi Im-jeong 10 | (13–13) | L. Kiala 7 | Arena Santos, Santos Asistență: 600 Arbitri: Bonaventura, Bonaventura |
| 11 decembrie 2011 14:30 | 7× 2×            | Cronica | 2× 3×      | Arena Santos, Santos Asistență: 600 Arbitri: Bonaventura, Bonaventura |

| 11 decembrie 2011 14:30 | Rusia      | 30 – 19 | Islanda       | Ginásio José Corrêa, Barueri Asistență: 400 Arbitri: Marina, Minore |
| 11 decembrie 2011 14:30 | Postnova 7 | (15–12) | Knútsdóttir 4 | Ginásio José Corrêa, Barueri Asistență: 400 Arbitri: Marina, Minore |
| 11 decembrie 2011 14:30 | 5× 4×      | Cronica | 5× 4×         | Ginásio José Corrêa, Barueri Asistență: 400 Arbitri: Marina, Minore |

| 11 decembrie 2011 17:15 | Norvegia | 34 – 22   | Țările de Jos           | Arena Santos, Santos Asistență: 700 Arbitri: Menezes, Pinto |
| 11 decembrie 2011 17:15 | Løke 8   | (15 – 11) | van der Heijden, Bont 5 | Arena Santos, Santos Asistență: 700 Arbitri: Menezes, Pinto |
| 11 decembrie 2011 17:15 | 4× 3×    | Cronica   | 4× 3×                   | Arena Santos, Santos Asistență: 700 Arbitri: Menezes, Pinto |

| 11 decembrie 2011 17:15 | Spania      | 23 – 19  | Muntenegru  | Ginásio José Corrêa, Barueri Asistență: 400 Arbitri: Gjeding, Hansen |
| 11 decembrie 2011 17:15 | E. Pinedo 7 | (11 – 9) | Jovanović 5 | Ginásio José Corrêa, Barueri Asistență: 400 Arbitri: Gjeding, Hansen |
| 11 decembrie 2011 17:15 | 2×          | Cronica  | 3× 4×       | Ginásio José Corrêa, Barueri Asistență: 400 Arbitri: Gjeding, Hansen |

| 12 decembrie 2011 14:30 | Suedia                | 23 – 26 | Franța     | Ginásio do Ibirapuera, São Paulo Asistență: 400 Arbitri: Gubica, Milošević |
| 12 decembrie 2011 14:30 | Torstenson, Gulldén 5 | (15–12) | Baudouin 6 | Ginásio do Ibirapuera, São Paulo Asistență: 400 Arbitri: Gubica, Milošević |
| 12 decembrie 2011 14:30 | 2× 3×                 | Cronica | 3×         | Ginásio do Ibirapuera, São Paulo Asistență: 400 Arbitri: Gubica, Milošević |

| 12 decembrie 2011 14:30 | România | 27 – 28 | Croația   | Ginásio Adib Moyses Dib, São Bernardo do Campo Asistență: 300 Arbitri: Kliko, Johansson |
| 12 decembrie 2011 14:30 | Șoit 6  | (18–15) | Penezić 6 | Ginásio Adib Moyses Dib, São Bernardo do Campo Asistență: 300 Arbitri: Kliko, Johansson |
| 12 decembrie 2011 14:30 | 5× 3×   | Cronica | 4×        | Ginásio Adib Moyses Dib, São Bernardo do Campo Asistență: 300 Arbitri: Kliko, Johansson |

| 12 decembrie 2011 17:15 | Danemarca            | 23 – 22 (Prel.) | Japonia | Ginásio Adib Moyses Dib, São Bernardo do Campo Asistență: 500 Arbitri: Cohen, Peretz |
| 12 decembrie 2011 17:15 | Troelsen 6           | (9–11)          | Fujii 8 | Ginásio Adib Moyses Dib, São Bernardo do Campo Asistență: 500 Arbitri: Cohen, Peretz |
| 12 decembrie 2011 17:15 | 4×                   | Cronica         | 1× 3×   | Ginásio Adib Moyses Dib, São Bernardo do Campo Asistență: 500 Arbitri: Cohen, Peretz |
| 12 decembrie 2011 17:15 | FT: 19–19 Prel.: 4–3 |                 |         | Ginásio Adib Moyses Dib, São Bernardo do Campo Asistență: 500 Arbitri: Cohen, Peretz |

| 12 decembrie 2011 20:00 | Brazilia         | 35 – 22 | Coasta de Fildeș | Ginásio do Ibirapuera, São Paulo Asistență: 4,000 Arbitri: Hizaki, Ikebuchi |
| 12 decembrie 2011 20:00 | do Nascimento 10 | (15–8)  | Mambo 8          | Ginásio do Ibirapuera, São Paulo Asistență: 4,000 Arbitri: Hizaki, Ikebuchi |
| 12 decembrie 2011 20:00 | 1× 2×            | Cronica | 1× 3× 1×         | Ginásio do Ibirapuera, São Paulo Asistență: 4,000 Arbitri: Hizaki, Ikebuchi |

### Sferturi
| 14 decembrie 2011 11:45 | Rusia   | 23 – 25 | Franța      | Ginásio do Ibirapuera, São Paulo Asistență: 2,000 Arbitri: García, Marin |
| 14 decembrie 2011 11:45 | Turei 7 | (12–13) | Lacrabère 5 | Ginásio do Ibirapuera, São Paulo Asistență: 2,000 Arbitri: García, Marin |
| 14 decembrie 2011 11:45 | 5× 3×   | Cronica | 4× 3×       | Ginásio do Ibirapuera, São Paulo Asistență: 2,000 Arbitri: García, Marin |

| 14 decembrie 2011 14:30 | Angola   | 23 – 28 | Danemarca  | Ginásio do Ibirapuera, São Paulo Asistență: 2,000 Arbitri: Gatelis, Mazeika |
| 14 decembrie 2011 14:30 | Carlos 7 | (11–15) | Nørgaard 7 | Ginásio do Ibirapuera, São Paulo Asistență: 2,000 Arbitri: Gatelis, Mazeika |
| 14 decembrie 2011 14:30 | 2× 1×    | Cronica | 4×         | Ginásio do Ibirapuera, São Paulo Asistență: 2,000 Arbitri: Gatelis, Mazeika |

| 14 decembrie 2011 17:15 | Croația   | 25 – 30 | Norvegia | Ginásio do Ibirapuera, São Paulo Asistență: 1,300 Arbitri: Al Suwaidi, Bumatraf |
| 14 decembrie 2011 17:15 | Penezić 4 | (12–16) | Løke 8   | Ginásio do Ibirapuera, São Paulo Asistență: 1,300 Arbitri: Al Suwaidi, Bumatraf |
| 14 decembrie 2011 17:15 | 5× 4× 1×  | Cronica | 5× 3×    | Ginásio do Ibirapuera, São Paulo Asistență: 1,300 Arbitri: Al Suwaidi, Bumatraf |

| 14 decembrie 2011 20:00 | Spania   | 27 – 26 | Brazilia                   | Ginásio do Ibirapuera, São Paulo Asistență: 6,000 Arbitri: Gjeding, Hansen |
| 14 decembrie 2011 20:00 | Martín 8 | (19–17) | do Nascimento, Cavaleiro 7 | Ginásio do Ibirapuera, São Paulo Asistență: 6,000 Arbitri: Gjeding, Hansen |
| 14 decembrie 2011 20:00 | 5× 3×    | Cronica | 6× 4×                      | Ginásio do Ibirapuera, São Paulo Asistență: 6,000 Arbitri: Gjeding, Hansen |

### 5 - 8 semifinalele
| 16 December 2011 11:45 | Rusia       | 41 – 31 | Angola      | Ginásio do Ibirapuera, São Paulo Asistență: 200 Arbitri: Coulibaly, Diabate |
| 16 December 2011 11:45 | Shipilova 6 | (17–18) | Calandula 5 | Ginásio do Ibirapuera, São Paulo Asistență: 200 Arbitri: Coulibaly, Diabate |
| 16 December 2011 11:45 | 5× 1×       | Report  | 5× 3×       | Ginásio do Ibirapuera, São Paulo Asistență: 200 Arbitri: Coulibaly, Diabate |

| 16 December 2011 14:30 | Croația    | 31 – 32 | Brazilia        | Ginásio do Ibirapuera, São Paulo Asistență: 200 Arbitri: Kliko, Johansson |
| 16 December 2011 14:30 | Penezić 10 | (15–14) | do Nascimento 7 | Ginásio do Ibirapuera, São Paulo Asistență: 200 Arbitri: Kliko, Johansson |
| 16 December 2011 14:30 | 4× 3×      | Report  | 4× 3×           | Ginásio do Ibirapuera, São Paulo Asistență: 200 Arbitri: Kliko, Johansson |

### Semifinalele
| 16 decembrie 2011 17:15 | Franța       | 28 – 23 | Danemarca   | Ginásio do Ibirapuera, São Paulo Asistență: 1,500 Arbitri: Gubica, Milošević |
| 16 decembrie 2011 17:15 | Lacrabère 10 | (14–12) | Jørgensen 7 | Ginásio do Ibirapuera, São Paulo Asistență: 1,500 Arbitri: Gubica, Milošević |
| 16 decembrie 2011 17:15 | 3×           | Cronica | 5× 2×       | Ginásio do Ibirapuera, São Paulo Asistență: 1,500 Arbitri: Gubica, Milošević |

| 16 decembrie 2011 20:00 | Norvegia | 30 – 22 | Spania    | Ginásio do Ibirapuera, São Paulo Asistență: 2,500 Arbitri: Gatelis, Mazeika |
| 16 decembrie 2011 20:00 | Løke 7   | (16–9)  | Aguilar 6 | Ginásio do Ibirapuera, São Paulo Asistență: 2,500 Arbitri: Gatelis, Mazeika |
| 16 decembrie 2011 20:00 | 4× 3×    | Cronica | 3× 4×     | Ginásio do Ibirapuera, São Paulo Asistență: 2,500 Arbitri: Gatelis, Mazeika |

### Locul 7 - 8
| 18 December 2011 11:45 | Angola             | 29 – 32 | Croația  | Ginásio do Ibirapuera, São Paulo Asistență: 500 Arbitri: Arntsen, Gullaksen |
| 18 December 2011 11:45 | L. Kiala, Carlos 7 | (12–14) | Zebić 11 | Ginásio do Ibirapuera, São Paulo Asistență: 500 Arbitri: Arntsen, Gullaksen |
| 18 December 2011 11:45 | 2× 3×              | Report  | 3× 2×    | Ginásio do Ibirapuera, São Paulo Asistență: 500 Arbitri: Arntsen, Gullaksen |

### Locul 4 - 5
| 18 December 2011 09:00 | Rusia      | 20 – 36 | Brazilia        | Ginásio do Ibirapuera, São Paulo Asistență: 1,500 Arbitri: Bonaventura, Bonaventura |
| 18 December 2011 09:00 | Bliznova 5 | (11–18) | do Nascimento 8 | Ginásio do Ibirapuera, São Paulo Asistență: 1,500 Arbitri: Bonaventura, Bonaventura |
| 18 December 2011 09:00 | 3×         | Report  | 3× 2×           | Ginásio do Ibirapuera, São Paulo Asistență: 1,500 Arbitri: Bonaventura, Bonaventura |

### Finala mică
| 18 decembrie 2011 14:30 | Danemarca  | 18 – 24 | Spania    | Ginásio do Ibirapuera, São Paulo Asistență: 2,000 Arbitri: Cohen, Peretz |
| 18 decembrie 2011 14:30 | Nørgaard 4 | (9–9)   | Martín 10 | Ginásio do Ibirapuera, São Paulo Asistență: 2,000 Arbitri: Cohen, Peretz |
| 18 decembrie 2011 14:30 | 4×         | Cronica | 3×        | Ginásio do Ibirapuera, São Paulo Asistență: 2,000 Arbitri: Cohen, Peretz |

### Finala
| 18 decembrie 2011 17:15 | Franța           | 24 – 32 | Norvegia          | Ginásio do Ibirapuera, São Paulo Asistență: 4,000 Arbitri: Gubica, Milošević |
| 18 decembrie 2011 17:15 | Spincer, Mendy 4 | (13–19) | Lunde-Borgersen 6 | Ginásio do Ibirapuera, São Paulo Asistență: 4,000 Arbitri: Gubica, Milošević |
| 18 decembrie 2011 17:15 | 5× 3×            | Cronica | 2× 3×             | Ginásio do Ibirapuera, São Paulo Asistență: 4,000 Arbitri: Gubica, Milošević |

## Statistici

### Top marcatoare
| Loc | Nume                          | Goluri | Aruncări | %   |
| --- | ----------------------------- | ------ | -------- | --- |
| 1   | Alexandra do Nascimento (BRA) | 57     | 78       | 73% |
| 2   | Linn Jørum Sulland (NOR)      | 51     | 75       | 68% |
| 3   | Andrea Penezić (CRO)          | 49     | 77       | 64% |
| 4   | Shio Fujii (JPN)              | 46     | 72       | 64% |
| 5   | Carmen Martín (ESP)           | 45     | 57       | 79% |
| 6   | Luisa Kiala (ANG)             | 44     | 87       | 51% |
| 6   | Emilia Turei (RUS)            | 44     | 58       | 76% |
| 8   | Heidi Løke (NOR)              | 43     | 51       | 84% |
| 9   | Suleiky Gómez (CUB)           | 42     | 79       | 53% |
| 9   | Xenia Volnuhina (KAZ)         | 42     | 63       | 67% |

### Top portărițe
| Loc | Nume                          | %   | Apărate | Aruncări |
| --- | ----------------------------- | --- | ------- | -------- |
| 1   | Katrine Lunde Haraldsen (NOR) | 46% | 108     | 237      |
| 2   | Ana Sen (RUS)                 | 44% | 64      | 146      |
| 3   | Cléopâtre Darleux (FRA)       | 43% | 124     | 290      |
| 3   | Amandine Leynaud (FRA)        | 43% | 27      | 63       |
| 5   | Chana Masson (BRA)            | 42% | 90      | 216      |
| 6   | Sonja Barjaktarović (MNE)     | 40% | 34      | 86       |
| 6   | Clara Wöltering (GER)         | 40% | 48      | 121      |
| 6   | Christina Pedersen (DEN)      | 40% | 79      | 198      |
| 6   | Anna Sedoikina (RUS)          | 40% | 77      | 192      |
| 10  | Cecilia Grubbström (SWE)      | 38% | 44      | 117      |
| 10  | Gabriella Kain (SWE)          | 38% | 31      | 81       |
| 10  | Maria Sidorova (RUS)          | 38% | 59      | 154      |

## Clasamentul final
|    | Norvegia         |
|    | Franța           |
|    | Spania           |
| 4  | Danemarca        |
| 5  | Brazilia         |
| 6  | Rusia            |
| 7  | Croația          |
| 8  | Angola           |
| 9  | Suedia           |
| 10 | Muntenegru       |
| 11 | Coreea de Sud    |
| 12 | Islanda          |
| 13 | România          |
| 14 | Japonia          |
| 15 | Țările de Jos    |
| 16 | Coasta de Fildeș |
| 17 | Germania         |
| 18 | Tunisia          |
| 19 | Kazahstan        |
| 20 | Uruguay          |
| 21 | China            |
| 22 | Cuba             |
| 23 | Argentina        |
| 24 | Australia        |